# 锐尖山香圆
锐尖山香圆（学名：Turpinia arguta）是省沽油科山香圆属的灌木，为中国的特有植物。分布于中国大陆的福建、湖南、广东、四川、广西、江西、贵州等地，生长于海拔150米至1,300米的地区，常生长在林缘、山坡林中、山坡常绿林中、山坡阴湿林中、山谷阴湿林下、山坡路边和杂木林中。
其叶为中药山香圆，用于治疗咽喉炎、扁桃体炎、扁桃体囊肿等。

## 别名
五寸铁树、尖树、黄柿（广西）

## 异名
- Turpinia arguta (Lindl.) Seem. var. furfuraceus Hsu
- Turpinia arguta (Lindl.) Seem. var. pubescens T. Z. Hsu